# Garyville
Garyville é uma Região censo-designada localizada no estado americano de Luisiana, na Paróquia de St. John the Baptist.

## Demografia
Segundo o censo americano de 2000, a sua população era de 2775 habitantes.

## Geografia
De acordo com o United States Census Bureau tem uma área de
57,9 km², dos quais 54,2 km² cobertos por terra e 3,7 km² cobertos por água.

## Localidades na vizinhança
O diagrama seguinte representa as localidades num raio de 8 km ao redor de Garyville.